# بازگشت سرمایه
بازگشت سرمایه (به انگلیسی: Return on capital) یک نسبت استفاده شده در امور مالی، ارزیابی‌های مالی و حسابداری است، که به عنوان شاخصی برای محاسبه میزان سودآوری و پتانسیل ایجاد ارزش در شرکت‌ها، با در نظر گرفتن میزان سرمایه‌گذاری اولیه، محسوب می‌شود. این نسبت با تقسیم درآمد عملیاتی بعد از کسر مالیات، بر مجموع ارزش دفتری بدهی‌ها و دارایی نقدی و حقوق صاحبان سهام، محاسبه می‌شود. بازگشت سرمایه، ما به تفاوت دارایی جاری و بدهی جاری می‌باشد و حاکی از مبلغی است که می‌توان آن را برای تأمین هزینه‌های روزمره و همچنین تهیه مواد اولیه و کالا مورد استفاده قرار داد.